# Rise (album, Skillet)
Rise je osmé studiové album křesťanské rockové skupiny Skillet. Album vyšlo v roce 2013.

## Seznam skladeb
| Pořadí         | Název               | Autor                                | Délka |
| -------------- | ------------------- | ------------------------------------ | ----- |
| 1.             | Rise                | John L. Cooper, Scott Stevens        | 4:20  |
| 2.             | Sick of It          | J. Cooper, Stevens                   | 3:11  |
| 3.             | Good to Be Alive    | J. Cooper, Zac Maloy, Tom Douglas    | 4:59  |
| 4.             | Not Gonna Die       | J. Cooper, Korey Cooper              | 3:45  |
| 5.             | Circus for a Psycho | J. Cooper                            | 4:31  |
| 6.             | American Noise      | J. Cooper, Maloy, Douglas            | 4:09  |
| 7.             | Madness in Me       | J. Cooper, David Hodges, Brian Howes | 4:17  |
| 8.             | Salvation           | J. Cooper, K. Cooper                 | 3:45  |
| 9.             | Fire and Fury       | J. Cooper, K. Cooper                 | 3:56  |
| 10.            | My Religion         | J. Cooper, K. Cooper                 | 4:12  |
| 11.            | Hard to Find        | J. Cooper, Hodges, Joshua Hartzler   | 3:48  |
| 12.            | What I Believe      | J. Cooper, K. Cooper                 | 3:19  |
| Celková délka: | Celková délka:      | Celková délka:                       | 48:11 |

## Obsazení
- John Cooper – zpěv, basová kytara, aranžmá smyčců, psaní a produkce na albu „Interludes“
- Korey Cooper – klávesy, programování, programování kláves, rytmické kytary, doprovodné vokály, aranžmá smyčců
- Seth Morrison – sólová kytara
- Jen Ledger – bicí, vokály